# Храм Святителя Николая Чудотворца (Шанхай)
Храм святителя Николая Чудотворца (Николаевская церковь, кит. 圣尼古拉堂) — храм Китайской Автономной Православной Церкви, расположенный в Шанхае. Построен в 1935 году как военно-приходская церковь, получил статус храма-памятника императору Николаю II. Сооружение охраняется Шанхайским муниципалитетом как памятник архитектуры.

## История
После революции в Китай устремился поток русских беженцев из России. Немало оказалось их и в Шанхае.
Инициатором строительства первого православного храма в Шанхае[уточнить] был генерал-лейтенант Фаддей Глебов, который и организовал сбор средств. Текст выпущенного в 1932 году обращения с призывом вносить свою лепту в «возвышенное дело» содержит и смысл особого посвящения храма-памятника: «созданный нами здесь, на чужбине, храм-памятник достигнет всей полноты своего значения, будет и памятником великого русского несчастья, памятником наших страданий, нашей тоски по Родине, нашего сердечного раскаяния в содеянных грехах, веры в Бога и в воскресение святой Руси». Вместе с обращением распространялся отпечаток графического листа с перспективным изображением храма, подписанного автором и датированного 25 ноября 1932 года. Проект храма был безвозмездно составлен архитектором Александром Яроном, который не только руководил работами, но и оплачивал из собственных средств работу всего технического персонала.
Закладка Николаевского храма в Шанхае состоялась 18 декабря 1932 года на территории французской концессии. Журнал «Рубеж» прокомментировал это событие как «исключительное в истории Шанхая русское православное торжество». Строительство было осуществлено в весьма короткие для стеснённых в средствах Русских эмигрантов — 15 месяцев. Освящение храма состоялось в начале 1934 года. Эта церковь стала первым храмом-памятником Николаю II в истории русского зарубежья. Автор заметки по истории возведения храма писал в 1936 г.: «… как много говорит русскому сердцу это святое сооружение-памятник страданий, перенесенных Русским народом за время революции, символом которых нам являются мучения и смерть Царя Мученика и Его Августейшей Семьи».
В 1949 года большая часть русских эмигрантов покинули Шанхай. В августе 1955 года церковь была закрыта.
В 1952 году епископ Шанхайский Симеон (Ду) в письме Патриарху Алексию указывал: «прекрасный по архитектуре и внутренней отделке храм, могущий служить гордостью и украшением не только русской колонии, но и нашего многомиллионного города, посвященный Великому Покровителю земли Русской Святителю Николаю „умудрились“ воздвигнуть на гроши от крови и пота изгнанников на чужой земле, которую до сих пор не выкупили. Заключив долгосрочный контракт на землю с пролонгацией, не сумели добиться продления таковой, а в результате согласно глупейшего договора пришлось по постановлению высшей инстанции суда передать в полную собственность владетельнице её землю да ещё в придачу великолепный храм. А теперь мне приходится платить аренду и за землю, и [за] наш храм, да плюс колоссальные налоги сравнительно с мизерной доходностью»
В 1965 году, после смерти последнего православного архиерея Китайской Православной Церкви епископа Шанхайского Симеона (Ду), все православные храмы в Шанхае были закрыты китайскими властями, храмовые здания были национализированы, объявлены архитектурными памятниками и взяты под охрану. Во времена «культурной революции» в Китае в закрытом храме размещалась прачечная. Уцелеть во время бесчинств хунвэйбинов храму помог размещённый неизвестным в киоте на фронтоне колокольни портрет Мао Цзэдуна. По словам православного китайца Иоанна Чена «некто сказал мне, что во времена культурной революции фрески были не сбиты, а покрыты побелкой. Позже стены оштукатурили. Возможно, фрески подлежат восстановлению, но я не уверен».
На протяжении более 20 лет Николаевский храм использовался как склад. Позднее в самом соборе разместилась биржа, а в конце 1990-х годов в притворе собора был устроен ресторан итальянской кухни и ночной клуб. В 2002 году Иоанн Чен так описывал это: «Француз — владелец ресторана <…> заштукатурил все фрески, и кто-то нарисовал поверх раздетых языческих богинь. Один христианин рассказывал мне, что когда он и несколько его товарищей вошли туда, они перекрестились со словами: „Господи, помилуй, что же это случилось? Здесь была икона святителя Николая, здесь была Матерь Божия, но что здесь теперь — женщины без одежды!“. Хозяин также поставил стол в алтаре. Странно, но этот стол более дорогой, чем другие. Когда я беседовал с ним обо всем этом, он сказал: „Я заплатил правительству за это здание. Если вы хотите получить его, то должны заплатить вдвое больше“»; «Здание разделено на два этажа, но не составит особого труда убрать этот фальшивый потолок. В алтаре все осталось нетронутым, кроме, разумеется, иконостаса и престола — они отсутствуют».
В 2002 году Русский клуб в Шанхае при поддержке генерального консульства России организовал сбор подписей с просьбой о выселении увеселительных заведений из помещений Никольского храма и собора иконы Божией Матери «Споручница грешных». Просьба соотечественников, поддержанная руководством Русской Православной Церкви и российского государства, была частично удовлетворена: из кафедрального собора был выведен ночной клуб, сам собор после реставрации превращён в выставочный зал.
В 2005 году в Шанхае сформировалась православная община, в Генеральном консульстве России начали проводиться регулярные богослужения, которые возглавил приехавший из Москвы протоиерей Алексий Киселевич. Переговоры о возобновлении церковной деятельности в двух оставшихся в Шанхае православных храмах серьёзно продвинулись после принятия в 2007 году закона, разрешающего коллективные богослужения иностранцев на территории КНР.
Вопрос о возобновлении богослужений в одном из исторических храмов Шанхая в период Всемирной выставки ЭКСПО-2010 поднимался и в ходе посещения города делегацией Отдела внешних церковных связей Московского Патриархата и Совета по взаимодействию с религиозными объединениями при Президенте Российской Федерации во главе с архиепископом Волоколамским Иларионом (Алфеевым) 20 декабря 2009 года. Тогда члены делегации совершили в Никольском храме краткую молитву и пропели песнопения в честь Божией Матери и святителя Николая Чудотворца. После этого визита православными жителями Шанхая были собраны сотни подписей под просьбой о предоставлении храма для совершения служб. В сборе подписей приняли участие не только россияне, но и граждане Украины, Белоруссии, Сербии, Румынии, Болгарии и других стран.
С мая по ноябрь 2010 года, на период проведения в Шанхае Всемирной выставки ЭКСПО, церковь была передана шанхайской общине Русской Православной Церкви в аренду на выходные и праздничные дни, по будням в храме по-прежнему работал ресторан. 9 мая 2010 года протоиерей Алексий Киселевич впервые после полувекового перерыва совершил в Никольском храме-памятнике богослужение.
15 апреля 2012 года после годового перерыва, связанного с отсутствием разрешения со стороны властей, храме состоялось праздничное Пасхальное богослужение. В храм пришло более 300 «русских шанхайцев», из них причастников более 160 человек. Впервые за все с момента возобновления служб, храм не смог вместить всех желающих. К 11 часам дня часть из них из-за недостатка места переместилась даже на проезжую часть. Несмотря на это, судьба храма остаётся под вопросом. В том же году в его помещениях возобновило свою работу кафе.
23 июня 2012 года в храме совершил богослужение председатель РВЦС Московского Патриархата митрополит Волоколамский Иларион (Алфеев), которому сослужили настоятель православной общины Шанхая протоиерей Алексий Киселевич и клирики Китайской Автономной Православной Церкви иерей Михаил Ван и протодиакон Евангел Лу. После Литургии митрополит Иларион обратился со словами благодарности к иерею Михаилу и другим православным китайским верующим, «которые, несмотря на все трудности и препятствия, твердо пронесли по жизни православную веру».
С 2015 года до апреля 2018 года (Пасхи) богослужения в храме не проводились. В конце 2018 и начале 2019 года местные власти разрешили провести две службы.
В 2019 году в здании храма открылся магазин поэтической литературы Sinan Books, архитектурное решение которого представляет собой «храм внутри храма»; внутри церкви выстроено куполообразное сооружение из книжных стеллажей, сделанных из стальных пластин. Проект выполнен архитектурным бюро Wutopia Lab. Власти дали разрешение на очистку храма от внутренних перегородок, возведенных в 1990-е годы, и новое строительство с условием, что пространство главного нефа останется свободным. Общая площадь магазина составляет 388 квадратных метров; высота достигает 9,9 метра, расстояние от стен храма — 50 см.